# 에이팩트
에이팩트(APact Co. Ltd.)는 대한민국의 반도체 후공정 기업이다. 본사는 경기도 안성시 일죽면 서동대로 7280-26에 위치해 있으며 대표이사는 이성동이다.

## 역사
SK하이닉스 협력업체 32개사가 공동 출자해 하이셈이라는 이름으로 회사 설립하였고 2020년에 현재의 사명으로 변경하였다

## 참고문헌
1. ↑  SG, 에이팩트, 상상인인더스트리, 화천기계 등, 인포스톡데일리, 2024년 3월 15일
2. ↑  한국IR협의회 기업리서치 센터 에이팩트 기업분석 2022년 6월 23일